# Corallana furcilla
Corallana furcilla är en kräftdjursart som beskrevs av Barnard 1955. Corallana furcilla ingår i släktet Corallana och familjen Corallanidae. Inga underarter finns listade i Catalogue of Life.